# Evangelische Pfarrkirche Wald am Schoberpaß

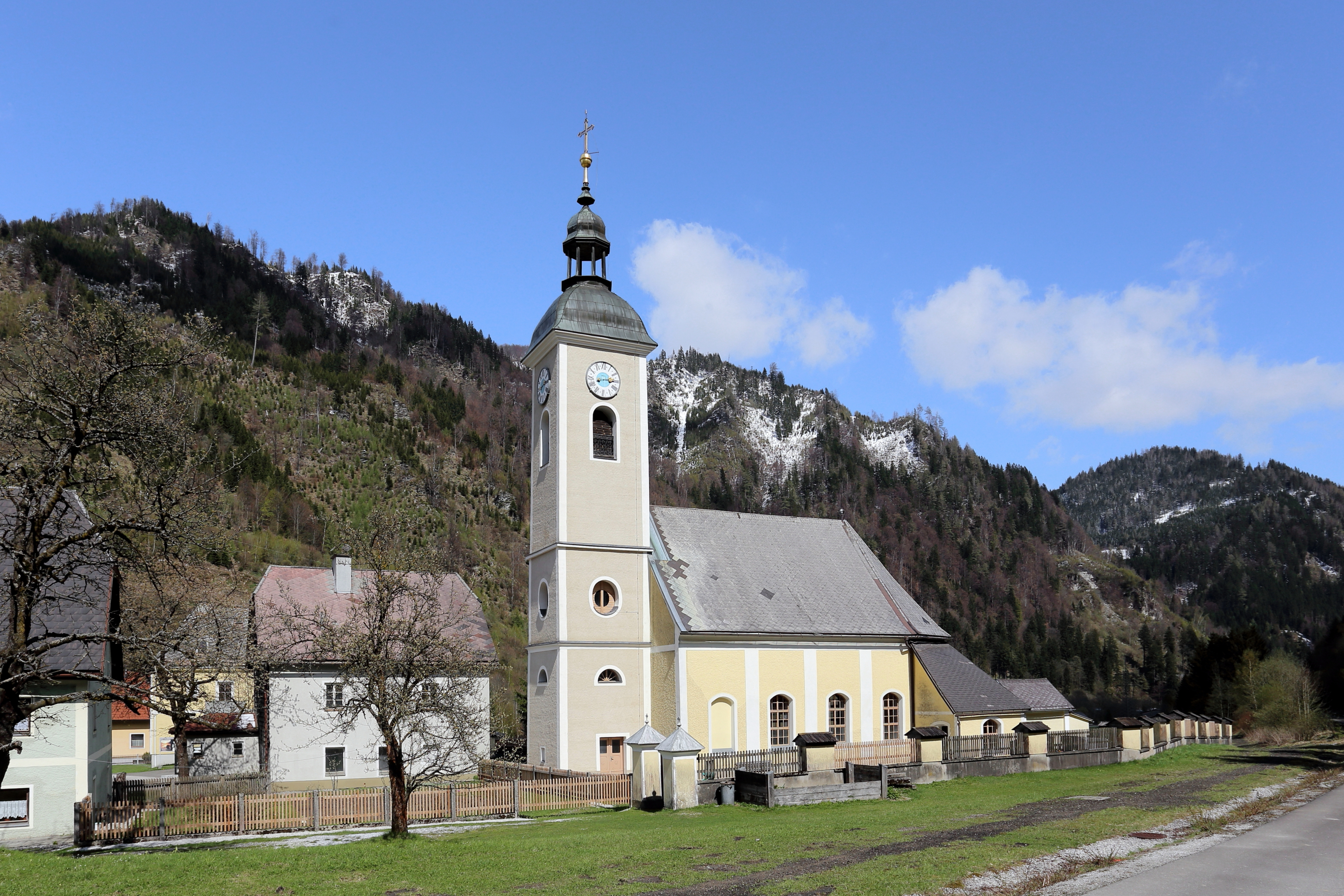
Evangelische Pfarrkirche Wald am Schoberpaß

Die evangelische Pfarrkirche Wald am Schoberpaß steht in Unterwald in der Gemeinde Wald am Schoberpaß im Bezirk Liezen in der Steiermark und gehört zur Evangelischen Superintendentur A. B. Steiermark. Sie bildet zusammen mit dem Alten ev. Pfarrhof und der ev. Schule ein bauliches Ensemble. Die Kirche steht unter Denkmalschutz (Listeneintrag).

## Geschichte
Die 1786 gegründete evangelische Pfarrgemeinde von Wald am Schoberpaß ist, nach Ramsau und Schladming, die dritte der steirischen Toleranzgemeinden. Zunächst lediglich eine von Ramsau und Schladming betreute Predigtstelle, wurde Wald 1795 eigene Pfarre, die „Mutterpfarre“ der Steiermark, zu deren ausgedehnten Pfarrbezirk bis 1824 auch die Heilandskirche in Graz gehörte.

## Architektur
Bereits 1784 war in Wald ein erstes Bethaus gebaut worden, das nach 1950 abgebrochen wurde. 1829 wurde der heutige Kirchenbau als ein lisenengegliederter Saalbau mit 5/8-Schluss errichtet. 1849 wurde der von einer barocken Haube mit Laternenaufsatz bekrönte Turm angefügt und mit seinen drei Glocken am 21. Juli 1850 eingeweiht.

## Ausstattung
In ihrem Innern besitzt die Kirche einen barockisierenden Altar mit Darstellung des Abendmahls von Engelbert Bacher aus Kalwang von 1855.

### Orgel
1846 erhielt die Kirche eine erste Orgel mit acht Registern aus der Werkstatt des Orgelbauers Friedrich Wagner in Graz. Die heutige Orgel mit 10 Registern, verteilt auf zwei Manuale und Pedal, wurde 1925 durch Ludwig Mayrhofer in Linz erbaut. Die Orgel besitzt die Disposition:
| I Manual C–f3 |            |       |
| 1.            | Principal  | 8′    |
| 2.            | Filomela   | 8′    |
| 3.            | Gamba      | 8′    |
| 4.            | Oktave     | 4′    |
| 5.            | Mixtur III | 2 ⁄3′ |

| Nebenwerk C–f3 |                |    |
| 6.             | Liebl. Gedeckt | 8′ |
| 7.             | Salcional      | 8′ |
| 8.             | Aeoline        | 8′ |
| 9.             | Traversflöte   | 4′ |

| Pedal C–d1 |         |     |
| 10.        | Subbass | 16′ |

- Koppeln: II/I, I/P, II/P, Superoctav II/I, Suboctav II/I, Superoctav II, Suboctav II